# Compétence vectorielle
La  compétence vectorielle est un terme utilisé en entomologie médicale   pour désigner  l’aptitude intrinsèque d'un arthropode à transmettre un agent pathogène. Cet aptitude est la résultante des facteurs permettant la  multiplication du pathogène dans le vecteur  puis sa transmission à un hôte au cours de l' hématophagie. La compétence vectorielle s'étudie en laboratoire.La compétence vectorielle inclut c la capacité vectorielle qui sont les conditions extrinsèques pour la transmission d'un agent pathogène par un vecteur tel que l'humidité, la température etc. Cette capacité vectorielle s'étudie sur le terrain.
La meilleure compréhension de la compétence vectorielle est un des fondements de la lutte de la transmission des zoonoses 

## Introduction
Malgré les efforts de lutte en cours, les principales zoonnoses comme la paludisme ou la dengue restent les maladies infectieuses les plus dévastatrices au monde. L'évolution des moustiques vecteurs résistants aux insecticides et des parasites résistants aux médicaments, associée au manque actuel de vaccins adéquats, a incité la communauté scientifique à développer de nouvelles stratégies de lutte contre ces zoonoses. L'une des approches les plus prometteuses vise les moustiques vecteurs à perturber la transmission des parasites,,. Dans le cadre de cet effort, une question importante est de savoir ce qui détermine la compétence des moustiques vecteurs pour l'agent pathogénies virus ou parasite. En d'autres termes, pourquoi certains moustiques sont-ils capables de résister à une infection alors que d'autres restent sensibles, assurant ainsi la transmission continue d'une maladie. La notion de compétence vectorielle, vue comme le produit des probabilités pour un individu de s'infecter, puis de survivre durant le temps d'incubation, puis de transmettre le pathogène, permet de comparer quantitativement différentes espèces ou population.

## Compétence vectorielle pour la transmission de la malaria
La transmission réussie de parasites du paludisme entre humains nécessite une série de transformations complexes à l'intérieur du moustique vecteur. Peu de temps après l'ingestion d'un repas de sang infectieux, les gamètes Plasmodium mâles et femelles fusionnent pour former des zygotes dans l'intestin moyen des moustiques. Les zygotes se développent ensuite en ookinetes mobiles qui pénètrent dans la paroi intestinale pour former des oocystes. Là, les oocystes subissent plusieurs divisions mitotiques entraînant la libération de centaines de sporozoïtes dans l'hémocéole 8 à 22 jours après l'infection (selon les Plasmodium spp.). À ce stade, les parasites migrent vers les glandes salivaires à partir desquels ils peuvent être injectés dans un autre hôte vertébré lors d'un repas de sang ultérieur.
Le temps qui s'écoule entre l'ingestion du repas de sang et la transmission à l'hôte suivant s'appelle la période d'incubation extrinsèque, ou PIE, qui dure de quelques jours à quelques semaines, en fonction du pathogène.
Chaque étape de ce cycle est critique et le parasite souffre généralement d'une réduction massive de la taille de la population au cours de ces transitions. Sur plusieurs centaines d'espèces de moustiques dans le monde, seulement environ 60 sont connues pour être compétentes pour les parasites du paludisme, c'est-à-dire qu'elles soutiennent l'achèvement de chaque stade de développement du parasite, de la fusion des gamètes et de la formation des oocystes à l'invasion des glandes salivaires et de la transmission des sporozoïtes. . La compétence vectorielle est une estimation combinée de l'infectiosité du parasite et de la sensibilité du vecteur et englobe donc à la fois les mécanismes de résistance de l'hôte utilisés pour combattre l'infection et les mécanismes infectieux du parasite utilisés pour surmonter les défenses de l'hôte. Le degré de compétence vectorielle pour le paludisme varie considérablement entre les différentes espèces de moustiques, et même entre les individus de la même espèce ou souche.
La compétence vectorielle peut être mesurée en laboratoire à l'aide d'un certain nombre de tests d'alimentation expérimentaux. Les moustiques peuvent être exposés à une dose donnée de gamétocytes parasites au cours d'une alimentation sanguine sur un hôte vertébré infecté (test d'alimentation directe), ou à travers une membrane contenant soit des parasites cultivés (tests d'alimentation par membrane standard) soit du sang prélevé sur des patients naturellement infectés (tests d'alimentation par membrane directe). Chacune de ces approches mesure les caractéristiques de  l'infection, qui caractérisent le succès ou l'échec de l'infection et, par conséquent, la compétence vectorielle. Ces caractéristiques sont:
- Prévalence des parasites. Il s'agit de la proportion de moustiques exposés au paludisme abritant au moins un oocyste dans l'intestin moyen (prévalence des oocystes) ou des sporozoïtes dans leur glande salivaire (prévalence des sporozoïtes). Une faible prévalence indique une forte résistance anti-infectieuse (c'est-à-dire qualitative) à l'établissement du parasite chez les moustiques et / ou une faible infectiosité du parasite.
- Intensité parasitaire. Il s'agit du nombre d'oocystes dans les intestins, ou du nombre de sporozoïtes dans les glandes salivaires, des moustiques infectés. Une faible intensité indique une résistance élevée (c'est-à-dire quantitative) à la prolifération des parasites chez les moustiques et / ou une faible capacité de développement des parasites.

### Facteurs non génétiques

#### La température
Les moustiques sont de petits insectes ectothermiques dont les caractéristiques du cycle biologique, notamment le développement larvaire, la survie des adultes et la réponse immunitaire, dépendent fortement de la température ambiante,,,. De même, le développement de nombreux agents pathogènes transmis par les moustiques est connu pour être sensible à la température. En particulier, des recherches préliminaires approfondies ont identifié que les températures permissives pour le développement sporogonique de Plasmodium varient de 16 °C à 35 °C,. Ces premières études ont également montré que les parasites se développent plus rapidement à des températures plus élevées, suggérant que la transmission du paludisme serait plus intense dans des conditions plus chaudes ,,,,. Cependant, les expériences réalisées dans la plage de température permissive indiquent que, bien que les moustiques deviennent infectieux plus rapidement à mesure que la température augmente, leur compétence diminue (environ 30 °C chez Anopheles gambiae-Plasmodium falciparum , 21-24 °C chez Anopheles quadrimaculatus / Anopheles stephensi-Plasmodium berghei , et 24–26 °C chez An. Stephensi-Plasmodium yoelli .

## Sources
Lefèvre T, Vantaux A, Dabiré KR, Mouline K, Cohuet A (2013) Non-Genetic Determinants of Mosquito Competence for Malaria Parasites. PLoS Pathog 9(6): e1003365. https://doi.org/10.1371/journal.ppat.1003365